# Narel Y. Paniagua-Zambrana
Narel Paniagua-Zambrana (La Paz, 13 de mayo de 1973-) es una científica boliviana, especialista en etnobotánica. Trabaja e investiga temas relacionados con la protección del conocimiento tradicional del uso de las plantas en comunidades indígenas y comunidades locales tanto bolivianas como andinas. Siendo su objetivo principal el de otorgar a estas poblaciones locales los instrumentos necesarios que les permitan participar en la toma de decisiones sobre la conservación de su patrimonio cultural inmaterial. Su investigación científica fue reconocida con el premio de la Organización para las Mujeres en la Ciencia para el Mundo en Desarrollo 2019 de la Fundación Elsevier.

## Biografía
Paniagua nació en la ciudad de La Paz el 13 de mayo de 1973. Su amor por la naturaleza surge durante su infancia, jugando en las montañas mientras su padre trabajaba como geólogo en las minas de estaño bolivianas. Más adelante decide hacer de esta pasión una carrera de vida y estudia biología para luego especializarse en la rama etnobotánica, una ciencia que estudia el uso y aprovechamiento del entorno vegetal por el ser humano. En 1998 se tituló como Licenciada en Biología de la Universidad Mayor de San Andrés de La Paz para más adelante obtener su Maestría en Ciencias en la Universidad de Aahrus en Dinamarca el año 2005. Posteriormente, conduce investigaciones sobre flora y vegetación en regiones de Bolivia, particularmente en relación con los pueblos indígenas y comunidades locales, hasta extender su investigación hacia otros países vecinos.  Sus investigaciones se han enfocado principalmente en el estudio de las palmeras nativas de los Andes y la Amazonia en la región.
En 2016, bajo el asesoramiento de Manuel J. Macía obtiene el grado de Doctora en Ciencias Biológicas de la Universidad Autónoma de Madrid en España con su tesis “Diversity, usage patterns and socioeconomic value of palms species used in tropical forest” ("Diversidad, patrones de uso y valoración socio-económica de las de las palmeras en los bosques neotropicales").
Actualmente trabaja como Investigadora en el Departamento de Etnobotánica, Instituto de Botánica, Ilia State University, Tbilisi, Georgia, y Investigadora Asociada en el Herbario Nacional de Bolivia - Instituto de Ecología de la Universidad Mayor de San Andrés.
En abril de 2020, Paniagua expresó preocupación sobre el ingreso a los territorios indígenas donde normalmente desarrolla su investigación por temor a llevar el COVID-19 a las comunidades locales, y suspendió temporalmente su trabajo de campo.

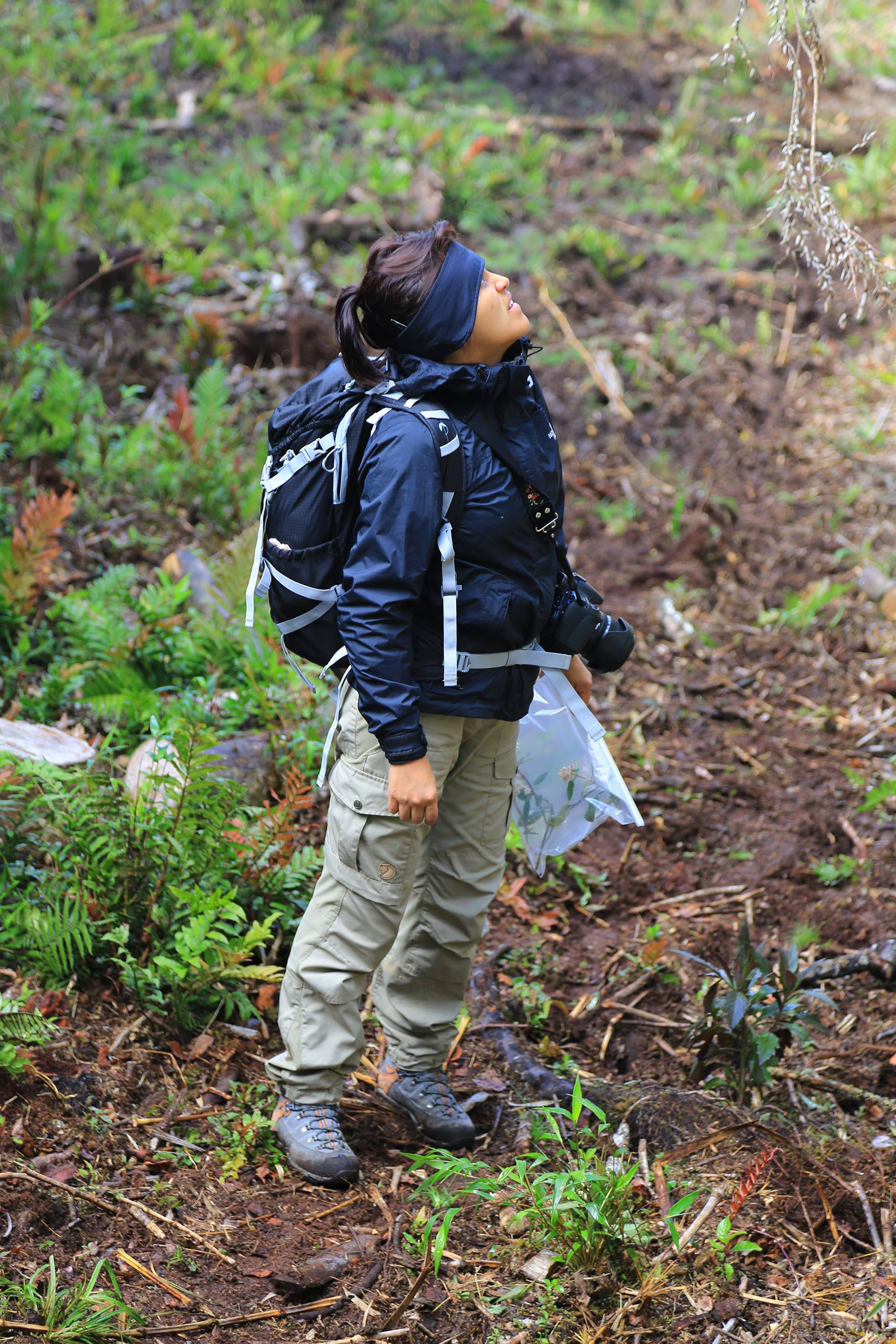
Narel Y. Paniagua Zambrana durante una de sus expediciones.

## Trabajos y Contribuciones científicas
Según un informe regional de Elsevier y el GoogleScholar, Narel Y. Paniagua-Zambrana se encuentra entre los investigadores más publicados de Bolivia. Durante su trayectoria, sus investigaciones han producido más de 200 artículos científicos que fueron publicados en diferentes revistas indexadas como Nature Plants, PlosOne y Ethnopharmacology entre otras. Su producción intelectual incluye más de 30 libros y ha contribuido con más de un centenar de capítulos en diversos libros científicos. Además del impacto que sus publicaciones han tenido en el ámbito científico internacional, éstas también han tenido repercusiones positivas entre los pueblos indígenas y comunidades locales de Bolivia, Perú, Ecuador, Colombia y Madagascar, países en los cuales ha trabajado. Académicamente, colabora con la formación de estudiantes universitarios bolivianos y extranjeros que se interesan en los estudios etnobotánicos. Es profesora en la ILIA State University en Georgia (Caucasus) y es profesora invitada en el Doctorado en Biología de la Universidad De San Marcos en Lima, Perú. También es miembro de la Sociedad para la Botánica Económica (SEB), la Asociación Latinoamericana de Botánica (ALB), el Grupo Latinoamericano de Etnobotánica - Grupo de Bolivia (GELA), la Organización Boliviana para Mujeres en la Ciencia y la Organización para Mujeres en la Ciencia en el Mundo en Desarrollo (OWSD).
Durante los últimos años ha promovido el desarrollo de investigaciones participativas, que involucren la participación activa de los miembros de las comunidades indígenas y locales en el planteamiento, diseño y desarrollo de las investigaciones que involucren su conocimiento tradicional . 

## Reconocimientos

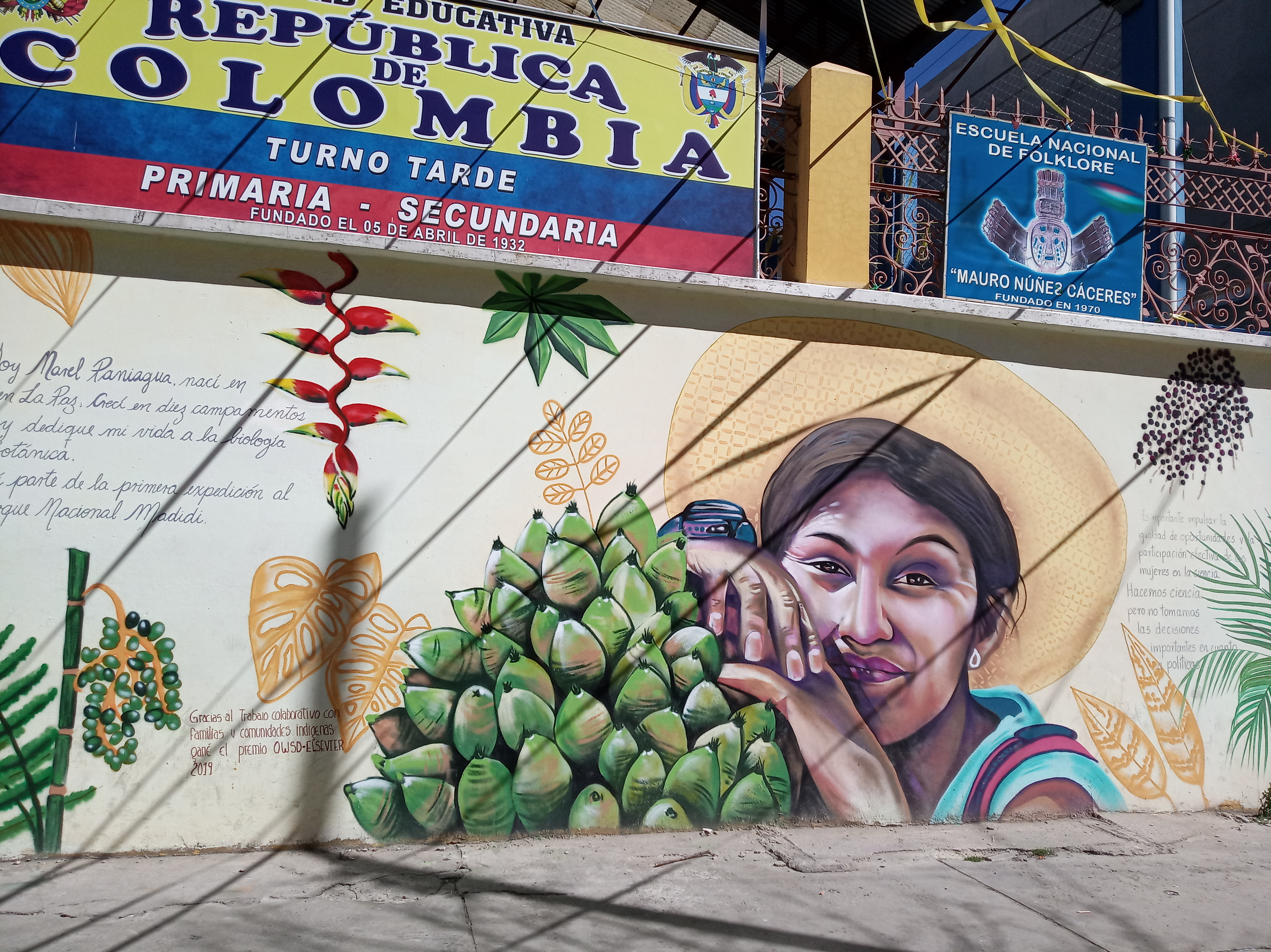
Mural dedicado al trabajo científico de Paniagua en La Paz.

En 2001 recibió el premio de la Cámara Junior de Bolivia por Liderazgo Ambiental. Posteriormente fue reconocida con el premio de la Organización para las Mujeres en la Ciencia para el Mundo en Desarrollo de 2019 de la Fundación Elsevier por su trabajo de investigación sobre el conocimiento tradicional del uso de las plantas por comunidades indígenas y comunidades locales. Este premio reconoce anualmente a 5 mujeres destacadas en el ámbito científico de la biología, provenientes de países en vías de desarrollo. Al mismo tiempo reconoce el compromiso de las científicas de guiar y asesorar a jóvenes científicos y de mejorar la vida y los medios de subsistencia en sus comunidades y regiones. Narel Y. Paniagua-Zambrana es la primera mujer científica boliviana galardonada con este premio. 
En 2019, en el marco del día internacional de la mujer, el Programa Mundial de Alimentos implementó un mural artístico realizado por Norka Paz en honor a su trabajo, la obra de arte se encuentra en la zona de Sopocachi de La Paz.. 

## Libros y publicaciones
- Publicaciones de Paniagua-Zambrana en Google Scholar

##### Publicaciones de Paniagua-Zambrana en Research Gate
- J.A. Myers, J.M. Chase, I. Jiménez, P.M. Jørgensen, A. Araujo‐Murakami, N. Paniagua‐Zambrana, R. Seidel. 2012. Beta‐diversity in temperate and tropical forests reflects dissimilar mechanisms of community assembly. Ecology Letters. 16(2): 151-157. doi.org/10.1111/ele.12021
- R.W. Bussmann, N. Paniagua-Zambrana, S. Sikharulidze, Z. Kikvidze, D. Kikodze, D. Tchelidze, M. Khutsishvili, K. Batsatsashvili, R.E. Hart, A. Pieroni. 2016. Your Poison in My Pie—the Use of Potato (Solanum tuberosum L.) Leaves in Sakartvelo, Republic of Georgia, Caucasus, and Gollobordo, Eastern Albania. Economic Botany. 7:431–437. Enlace.
- RW Bussmann, NY Paniagua Zambrana, S Sikharulidze, Z Kikvidze, D Tchelidze, K Batsatsashvili, RE Hart. 2016. Medicinal and Food Plants of Svaneti and Lechkhumi, Sakartvelo (Republic of Georgia), Caucasus. Medicinal and Aromatic Plants. 5(5):1-18. doi.org/10.4172/2167-0412.1000266.
- R.W. Bussmann, N.Y. Paniagua Zambrana, S. Sikharulidze, Z. Kikvidze, D. Kikodze, T. Jinjikhadze, T. Shanshiashvili, D. Chelidze, K. Batsatsashvili, N. Bakanidze. 2014. 2014. Wine, beer, snuff, medicine, and loss of diversity-ethnobotanical travels in the Georgian Caucasus. Botany Department, University of Hawaii at Manoa. Ethnobotany Research and Applications. 237-313. Enlace (enlace roto disponible en Internet Archive; véase el historial, la primera versión y la última)..